# Morane
Pour les articles homonymes, voir Morane (homonymie).
Morane, est un atoll situé dans l'archipel des Tuamotu en Polynésie française.

## Géographie
Morane est situé à 160 km au sud de Maria Est, l'atoll le plus proche, à 190 km à l'est de Fangataufa et à 1 390 km à l'est de Tahiti. C'est un atoll de forme ovale faisant 5,8 km de longueur et 3,5 km de largeur maximales pour une surface de terres émergées de 2 km2 et avec un lagon de 11 km2 dépourvu de passe de communication avec l'océan (des échanges permanents d'eau peuvent toutefois se faire via les quelques hoas fonctionnels et lors de fortes houles ou des tempêtes par submersion des tairuas).
L'atoll est administrativement rattaché aux îles Gambier, situées à 205 km à l'est. Il est inhabité de manière permanente.

## Histoire
La première mention de l'atoll a été faite par le baleinier américain Nathaniel Cary en avril 1832, qui le nomme Barstow's Island. Il apparaît également sous le nom de Cadmus sur certaines cartes.
Au XIXe siècle, Morane devient un territoire français peuplé alors d'environ 20 habitants autochtones vers 1850, où se développe la culture des cocotiers.

## Faune et flore
Morane – qui est avec Tenararo l'un des deux seuls atolls des Tuamotu préservés de l'introduction de mammifères prédateurs (rats et chats) – possède l'une des plus importantes colonies de Chevaliers des Touamotou (Prosobonia cancellata), avec plus de cinq cents individus recensés en 2012 (espèce menacée dans l'archipel), ainsi qu'environ mille couples de Pétrels de Murphy. Quelques individus de Gallicolombe érythroptère ont également été observés.